# Eudorylas ruralis
Eudorylas ruralis – gatunek muchówki z podrzędu krótkoczułkich i rodziny Pipunculidae.
Gatunek ten opisany został w 1824 roku przez Johanna Wilhelma Meigena jako Pipunculus ruralis.
Muchówka o ciele długości od 2,5 do 3 mm. Głowa jej ma srebrzystobiało opylone twarz i czoło. Czułki są czarnobrunatne z brązowym, u samców jasno owłosionym, a u samic szaro opylonym trzecim członem. Tułów ma barwę brunatną z białoszarym opyleniem. Skrzydła są przezroczyste z pterostygmą zaciemnioną na całej długości. Ubarwienie łuseczek tułowiowych jest brudnobiałe, a przezmianek szarobrunatne. Odnóża ubarwione są żółto-brunatnie. Matowe, brunatnoczarne tergity odwłoka mają szare przepaski u brzegów. Na odwłoku brak czarnego owłosienia. U samicy nasadowa część pokładełka pozbawiona jest bruzdy pośrodkowej, a szósty tergit odwłok nie ma zagłębień. U samca ósmy tergit odłwoka jest wydłużony, a aparat kopulacyjny nie jest rozdęty.
Owad europejski, znany z Wielkiej Brytanii, Francji, Belgii, Holandii, Niemiec, Szwajcarii, Austrii, Włoch, Polski, Czech, Słowacji, Węgier i Łotwy. Ponadto występuje we wschodniej Palearktyce. Owady dorosłe są aktywne od maja do sierpnia.